# Nguyễn Hằng Tcheuko Minh
Nguyễn Hằng Tcheuko Minh (tên khai sinh là Benoit Elmakoua Tcheuko; sinh ngày 18 tháng 8 năm 1983 tại Cameroon) là một cầu thủ bóng đá người Cameroon đã giải nghệ.